# Wilhelm Crichton
Wilhelm Crichton (* 1732 in Königsberg (Preußen); † 28. April 1805 ebenda) war ein deutscher evangelischer Theologe und Hofprediger.

## Leben
Seine Vorfahren stammten aus England, der Vater war Kaufmann in Königsberg. Er studierte Theologie in Frankfurt an der Oder. Während des Siebenjährigen Krieges nahm er den Rektorsposten am reformierten Gymnasium in Halle (Saale) an. 1766 wurde Crichton Professor der biblischen Philologie und der Eloquenz in Frankfurt (Oder) und gleichzeitig Rektor des dortigen Friedrichs-Gymnasiums. 1772 übernahm er in Königsberg die Stelle des Hofpredigers. Crichton vertrat eine rationalistische Richtung und setzte sich für die Überwindung der konfessionellen Gegensätze ein.
Seit 1777 war Crichton Mitglied der Freimaurerloge Zu den drei Kronen in Königsberg.